# Siège de Nara
Guerre de Gempei
Batailles
- Uji (1re)
- Nara
- Ishibashiyama
- Fujigawa
- Sunomata
- Yahagigawa
- Hiuchi
- Kurikara
- Shinohara
- Mizushima (navale)
- Fukuryūji
- Muroyama
- Hōjūjidono
- Uji (2e)
- Awazu
- Ichi-no-Tani
- Kojima
- Yashima (navale)
- Dan-no-ura (navale)

Après la bataille d'Uji du 23 juin 1180, durant laquelle Minamoto no Yorimasa avait affronté une petite armée Taira avec l'aide des moines du Mii-dera et d'autres temples, les Taira, victorieux mais furieux d'avoir été affrontés, décidèrent de donner l'assaut et brûler le Mii-dera, avant de se rendre à l'ancienne capitale Nara. Les Taira furent alors affrontés par des moines guerriers de presque tous les principaux monastères et temples de Nara. Taira no Shigehira et Tomomori, deux fils du chef du clan Taira, Kiyomori, commandèrent le siège.
Les moines creusèrent des fossés dans les routes et construisirent de nombreuses formes de défenses improvisées. Ils se battaient principalement avec des arcs et flèches et des naginata, alors que les Taira étaient à cheval, ce qui leur donnait un grand avantage. En dépit de la supériorité numérique des moines, et de leurs défenses stratégiques, leurs ennemis parvinrent à détruire presque tous les temples de la ville : pour mettre fin aux combats incessants, Taira no Shigehira finit par ordonner de mettre le feu au Kōfuku-ji et au Tōdai-ji. Seul l'Enryaku-ji parvint à repousser les attaquants et à survivre.
Le Heike Monogatari décrit la destruction du Daibutsu du Tōdai-ji:
«La statue colossale du Bouddha de Vairocana de cuivre et d'or, dont la tête voûtée perçait les nuages, où brillait le joyau sacré de son front élevé, a fondu avec la chaleur, de sorte que ses symboles de pleine lune tombèrent sur le sol en dessous, alors que son corps fondait dans une masse informe.»
En tout, 3 500 personnes sont mortes dans l'incendie de Nara.